# パタゴン

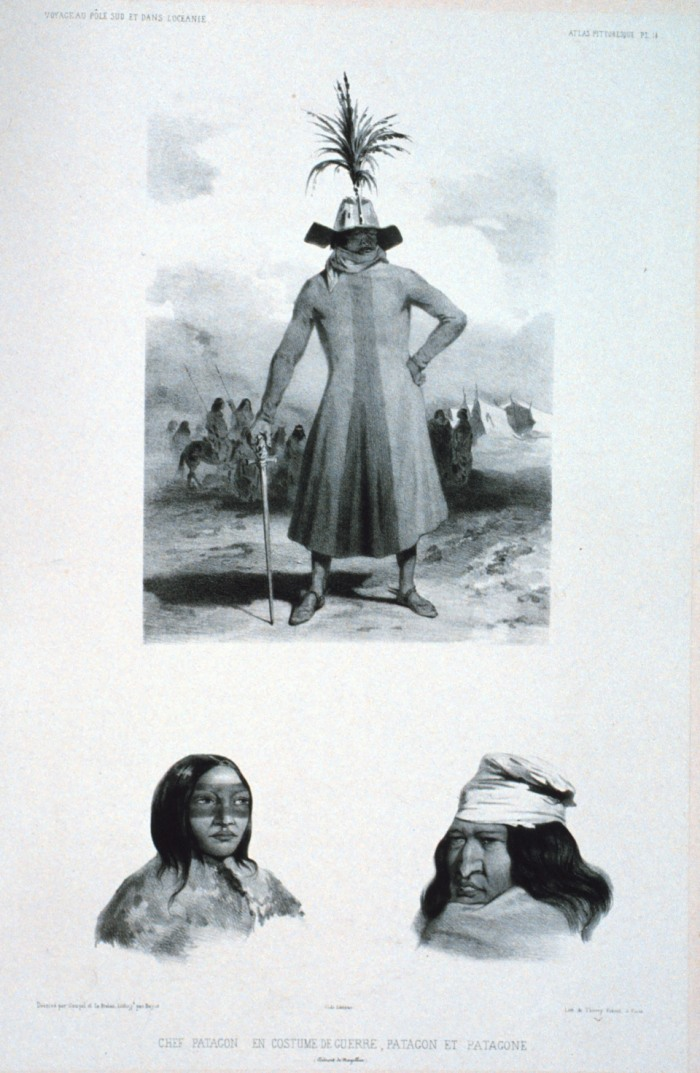
1840年代に描かれた戦闘服をまとったパタゴンの族長とパタゴン族

パタゴン（スペイン語: Patagón）は、南アメリカ南端にいたとされる伝説の巨人族で、16世紀の探検家マゼランによって名付けられた人々である。現在の南米パタゴニアの地名は「パタゴンの住む土地」の意からきている。

## 概要

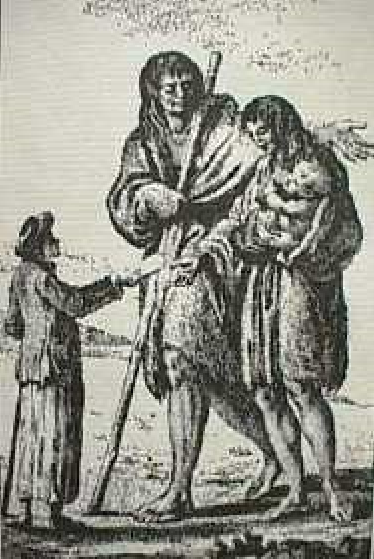
1766年ジョン・バイロンの船がパタゴニアを訪れた際に船員（左)が子供の為のパンをパタゴニア人女性に与えているとされているイラスト

1544年に書かれ17世紀前半まで5か国語合計35版出版されたドイツ人ゼバスティアン・ミュンスターによる著作「Cosmographia」に掲載されているアメリカ図。南アメリカ南部にはRegio Gigantum 「巨人国」とか書かれている。本図は1561年の版からの着色図である。

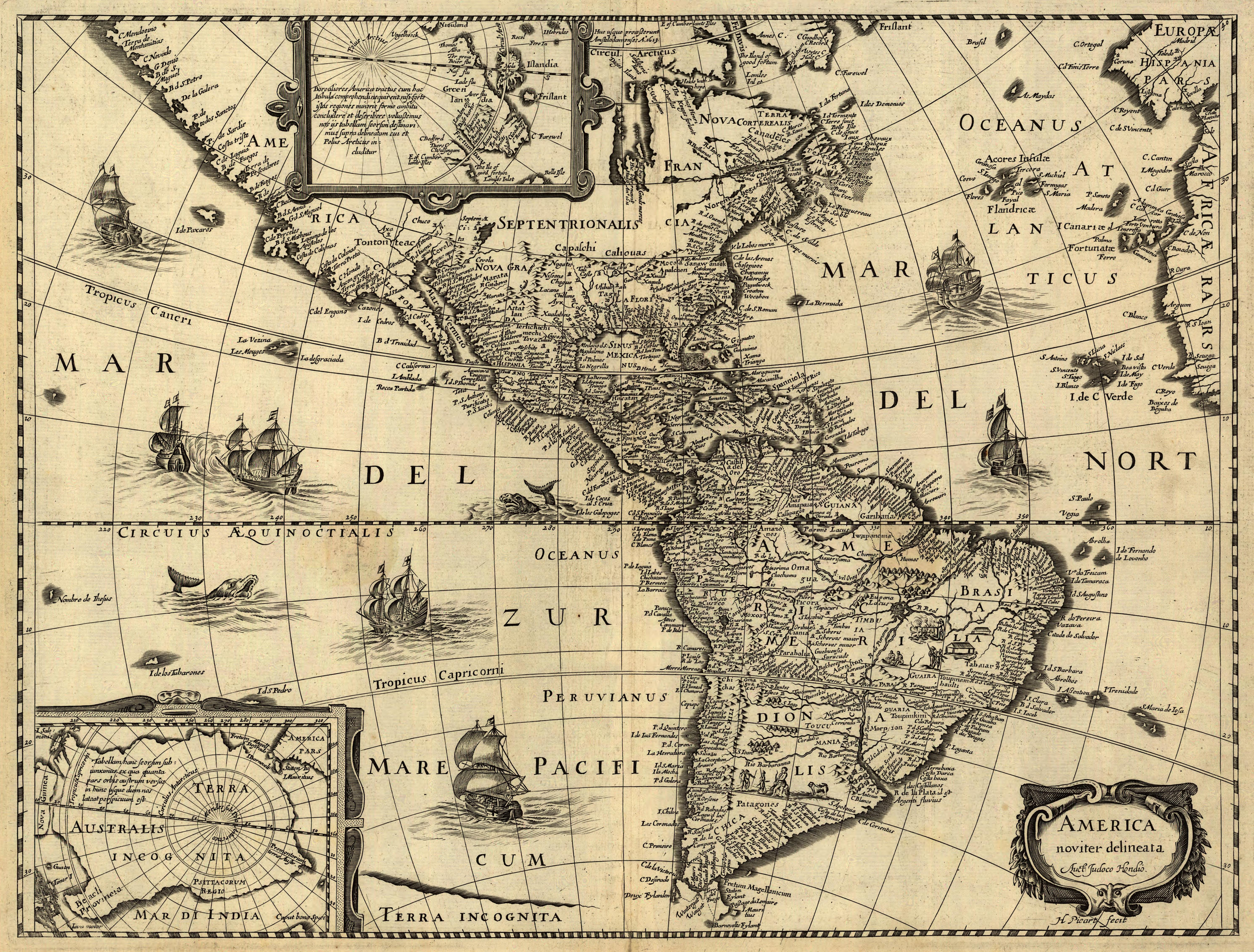
1637年から1640年ごろに描かれたアメリカの地図。パタゴニアに明らかに巨人とわかるイラストが描かれている

パタゴンあるいはパタゴニアの巨人は、16世紀から18世紀、まだパタゴニアの陸や海の様子がよく知られていない時代に最初に訪れたヨーロッパ人探検家たちによってヨーロッパに伝えられた伝説の巨人族である。彼らの身長は少なくとも普通の人間の2倍はあるとされ、いくつかの伝聞ではその身長は12-15フィート（3.7-4.6メートル）とも、あるいはそれ以上とも伝えられたとされている。18世紀末に否定されるまで、今から見ると現実にはありえそうも無いこの巨人達についての伝説がヨーロッパでは250年もの間にわたって語り継がれていた
。
彼らについての最初の言及は1519年に人類初の世界一周の航海に出発し、その途中で南アメリカの海岸を訪れたマゼランとその艦隊の乗組員達によるものだった。マゼラン遠征のわずかな生き残りの1人でマゼラン探検隊についての証言者であるアントニオ・ピガフェッタはそこで出会った先住民は普通の2倍の背丈であったと報告している。
「停泊地の近くの海岸で、ある日突然、我々は踊り歌い頭に粉を振りまいていた裸の巨人を見た。提督（マゼラン）は部下の一人を彼のところに行かせ、友好を示すために同じ動作をさせた。その男は提督が待つ小島に巨人を連れてきた。巨人が提督のところに来たとき、巨人は大いに驚き、指を上にむけ、我々が空から来たのだと信じているようだった。彼は我々が腰までしか届かないほど背が高く、均整のとれた体つきをしていた」とアントニオ・ピガフェッタは書き残している。
ピガフェッタは、また、マゼランが彼らにPatagon（ピガフェッタが使っていたイタリア語の複数形ではPatagoni）の名を授けたと伝えているが、しかし、ピガフェッタはその訳を述べていない。ピガフェッタの時代"Pata"は足もしくは足跡の意に由来しており、現在の通説ではパタゴニアは「大足人の国」の意味と解釈されている。しかしながら、語尾のgonが何を意味しているのか不明であり、この解釈には疑問も呈されている。ピガフェッタの記録や他のマゼラン艦隊の生き残り船員の証言ではパタゴンが巨人であり、毛皮の履物を履いていたとの記述はあるが、体に比べて特に足が大きかったという記述はない。
その後の新世界（南北アメリカ大陸）に関する16世紀から18世紀の地図には、この地域を regio gigantum 「巨人国」と銘打っているものや、地図のパタゴニアの位置に巨人のイラストが描かれているものが数多く見受けられる
1579年、フランシス・ドレークの艦隊の船長、フランシス・フレッチャー（Francis Fletcher）はとても背の高いパタゴニア人に遭ったことを書いている。1590年代にはアンソニー・ニベット（Anthony Knivet）はパタゴニアで12フィート（3.7メートル）の長さの死体を見たと主張している。さらに1590年代にはオランダ船に乗っていたイギリス人ウィリアム・アダムス（三浦按針）はパタゴニア南部の島ティエラ・デル・フエゴを回っているときに船員と不自然に背の高い原住民との間に暴力的な出会いがあったと報告している。1766年にはジョン・バイロンが指揮するHMSドルフィン号が世界一周の航海からイギリスに帰ってきたとき、その船員によってパタゴニアで9フィート（2.7メートル）の背丈の現地部族を見たとのうわさが流れた。
しかし、1773年に出された航海についての最終報告改訂版ではパタゴニア人たちは6フィート6インチ（1.98メートル）とされ背は高いが巨人というほどではないと記録されている。
バイロンによれば、可能性として彼らはパタゴニアの先住民族、今で言うテウェルチェ族に出会ったのだろうとされている。後世ではパタゴニアの巨人伝説は初期のヨーロッパ人航海者達の悪ふざけ、少なくとも誇張や誤報であったと考えられている。

## ピガフェッタの記録

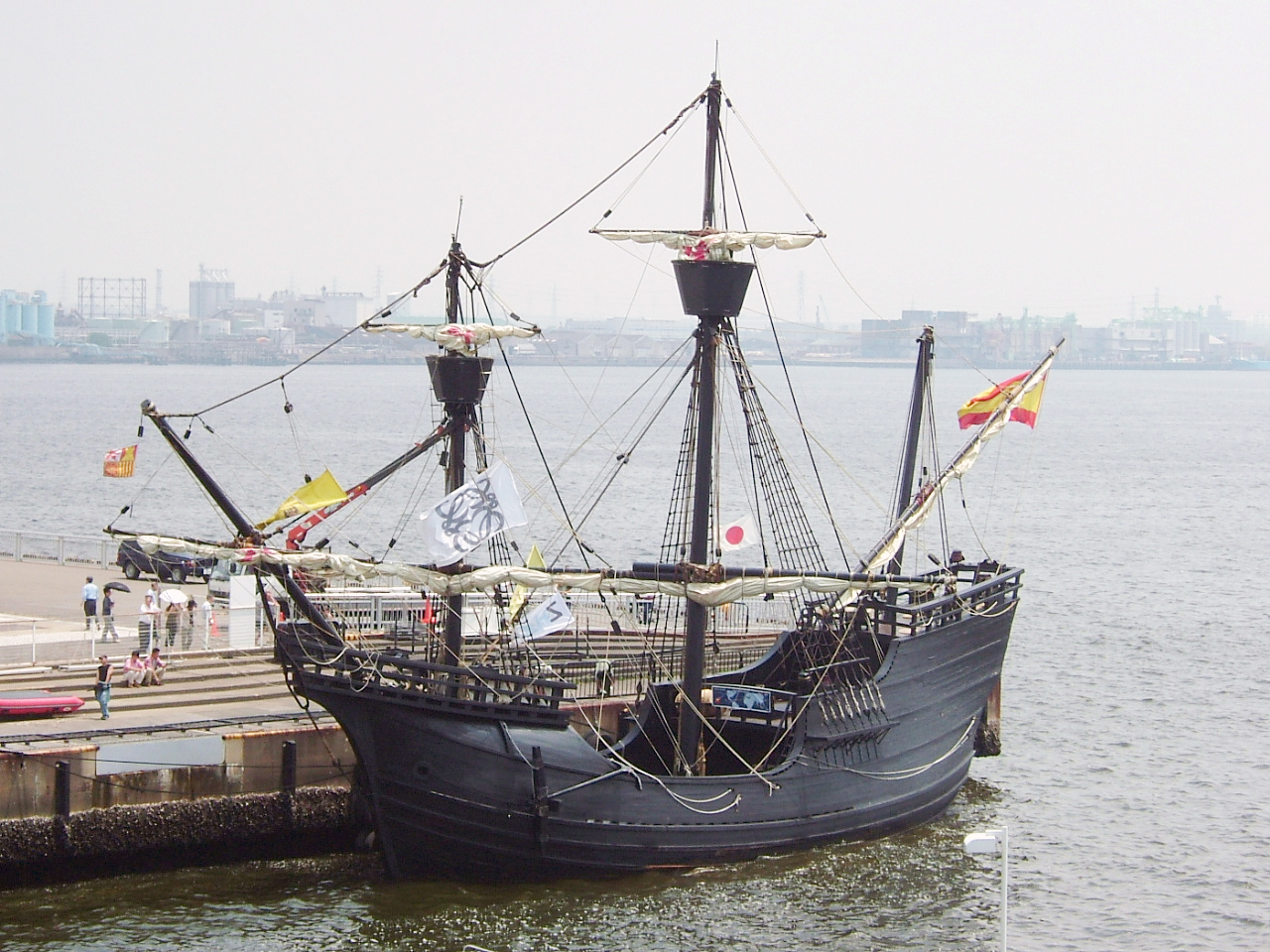
ビクトリア号の復元船　マゼランの艦隊で世界一周に成功した船

マゼランの航海では、マゼラン自身は旅の途中で死に、出発時約270人いた乗組員たちの中で世界一周を達成して生還できたのはわずか18人であり、その18人の生き残りの中でもっとも著名で詳細な報告を行った者がピガフェッタである。歴史上初めての世界一周は当時も当然注目の的でありピガフェッタは教皇クレメンス7世に面会しマントヴァ宮廷にも招かれ人類初の世界周航の話をしている。ピガフェッタがロードス騎士団長（後のマルタ騎士団）にあてた書簡による記録はもっとも詳細な報告であり、ヨーロッパの各地でこれが改竄を受けながら出版されていた。このピガフェッタの記録には出合った巨人のこととマゼランが彼らにパタゴンと名付けたことが記載されていて、ヨーロッパにパタゴンあるいはパタゴニアの巨人伝説が起こり、また南米南端の地にパタゴニアの地名が付くきっかけとなった。
ピガフェッタの記録によれば、航海の途中、彼らは南緯49°の地で冬を迎えしばらく停泊することになった。彼らが停泊した地はパタゴニアでも中部よりやや南の今で言うサン・フリアン湾であった。結局はそこに5か月滞在することになるのだが、そこで出会いマゼランがパタゴンと名付けた先住民をピガフェッタは常に「巨人」（ごく一部で大男）と書いている。ピガフェッタの記録にも矛盾しているところがあり、最初の出会いも書きはじめでは裸の巨人と書いているが、同じ文章のなかでは巨人は毛皮を着ていたとも書いている。矛盾した記述もあるが、ピガフェッタは出合った巨人について、マゼランたちの背が巨人の腰までしか届かなかったこと、巨人は顔を赤く塗り、目の回りは黄色、そして頬にハート型の模様を描いていたとしている。そして、巨人は鏡を見せられ鏡に映った自分の姿に驚いたことや、器用に縫い合わせた毛皮を着、毛皮の履物を履いていたことも書いている。
停泊中にマゼランたちはパタゴンたちとたびたび接触していて、ピガフェッタはパタゴンが家屋は作らず、毛皮を着、毛皮の履物を履き、毛皮と木の棒で作ったテントで暮らし一箇所に定住するものではないことや、生肉を食べる習慣、弓矢をよく使うこと、踊り歌うことが好きでよく踊り、踊るたびに25cmもの深さの足跡が付いていたことなどを書いている。
マゼランはパタゴンを何人か捕まえスペインに連れ帰ろうと艦に拘束している（この捕まったパタゴンはいずれも後の航海の途中で死んでいる）。パタゴンを巨人と呼んでいたピガフェッタは艦内で巨人に密に接していたようで、巨人の言葉を90ほど書き残し、巨人もキリスト教への改宗を考えるほどの関係になっていた。ただし、親しくなった後にもピガフェッタによるパタゴンの呼び名は「巨人」のままである。ピガフェッタの乗艦に捕らわれていたパタゴンはその後の太平洋での過酷な航海途中に他の多くの乗組員たちと共に（おそらくは壊血病と飢えで）死んでいる。

## パタゴンの実際

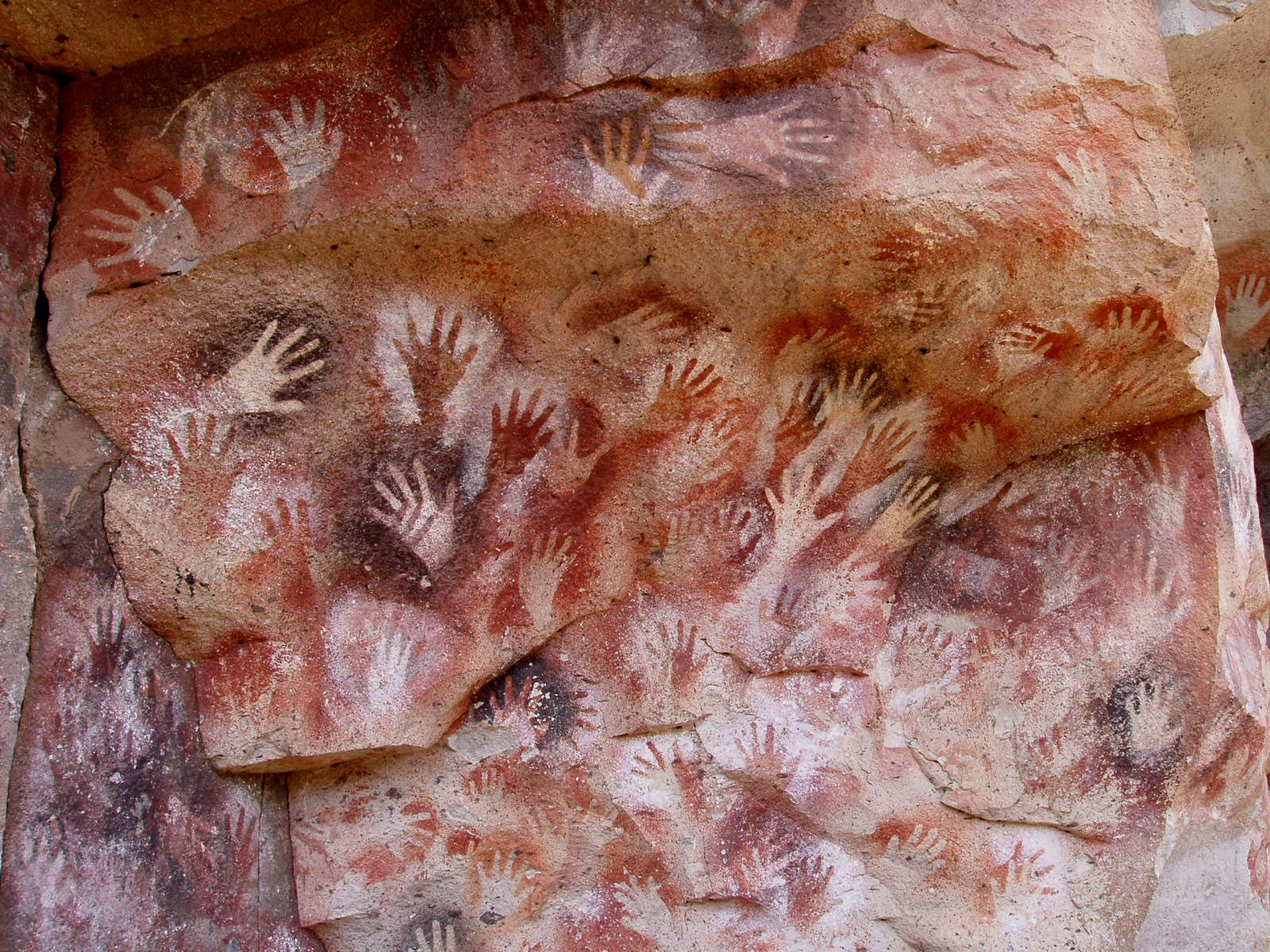
世界遺産クエバ・デ・ラス・マノス（手の洞窟)はパタゴニア南部にあり、テウェルチェ族の祖先に当たると思われる先住民族によって作られた。

マゼランがパタゴンと名付けた人々は、その出会いの場所から今で言うテウェルチェ族であろうとされている。当時のテウェルチェ族は南アメリカでもっとも未開な部族の一つで農業を知らず、狩猟と単純な植物採取で暮らしていた。テウェルチェ族は日本の2倍の面積の広大なパタゴニアに分布する先住民族の総称で、多くの支族があり、18世紀以降の報告者は支族名で彼らを呼ぶことも多い。マゼラン遠征の時代1520年はスペインのインカ帝国侵略の直前で南米にはアンデス文明などの諸文化があったが、アンデス文明の地に栄えたインカ帝国からは遠く離れた辺境にくらすテウェルチェ族は文明というほどの文化は持たなかったようである。彼らの1支族の1938年の調査では彼らの身長は男子で平均183.7センチメートルとされ、巨人伝説は極端な誇張であったとしても、マゼランたちが出会った先住民族は実際に背の高い人々であった可能性は高い。
パタゴニアには1万年前にはすでに原始狩猟民族が住んでいた。
約17万年前にアフリカに誕生した現生人類は、約7-8万年前にアフリカを出て西アジアに移住し、その後さらにユーラシア大陸全土に広がっていった。東アジアに移住した人々はさらに氷河期で海面が下がりシベリアとアラスカの間のベーリング海峡が歩いて渡れる時代にシベリアからアラスカにわたり、さらにアラスカから北米・中米、南米と移住を続けた。パタゴニアはアメリカ大陸の南端の地でありそれより先に大地は無い。したがって、パタゴニアの先住民はアフリカで誕生した現生人類のなかでもっとも遠くに移住した人々である。パタゴニアの北西端、チリ領内にあるモンテ・ベルデ遺跡ではおよそ12500年前に人が住んでいたことが証明されていて、またパタゴニア南部のクエバ・デ・ラス・マノス（手の洞窟)は約9000年前にテウェルチェ族の祖先である先住民が作ったものとされている。
パタゴニアは農業には向いた土地ではなくテウェルチェ族は最後まで狩猟民族として終ることになった。

## 巨人伝説の終焉
パタゴニアへの渡航がごく限られた冒険者たちの時代16世紀から17世紀、パタゴニアは巨人の国だとの認識がもたれていたが、18世紀に入ると航海技術も向上しパタゴニアへの渡航は冒険者だけの物で無くなり、パタゴニアに関する報告は増えていった。
1740年にパタゴニアに派遣されたイエズス会宣教師トマス・フォークナーはパタゴニアに長期滞在の上で1774年に自伝を発行し、そのなかでパタゴニアの人々は確かに大柄ではあり、フォークナーの知っているパタゴニアの族長の1人の身長は2.1メートルを超えていたとも残しているが、巨人というほどではなかったと証言している。1766-1769年に世界周航をしたフランス人ブーガンヴィルは航海に科学者を同行させ、その著書「世界周航記」のなかでパタゴニア先住民族との接触について詳しく書いていて、彼らパタゴン人はグアナコの毛皮を着、歌や踊りが好きで巨人というほどではないが彼らフランス人よりは大柄であったと報告している。ブーガンヴィルはより具体的な数字をあげており、パタゴン人の身長は5ピエ6プース（約1.8メートル）以下の者もいないし5ピエ10プース（約1.9メートル）以上の者もいないが、複数の船員が6ピエ（1.98メートル）以上のパタゴン人を何人も見たと証言したと書いている。
先に記述した1773年のジョン・バイロンのパタゴニア人は背は高いが巨人と言うほどではないとの報告を加え、18世紀後半1770年代に続けて発行されたパタゴニアあるいはパタゴン人についての諸報告はいずれもパタゴンが当時のヨーロッパ人よりは背は高いものの巨人というほどではないことを証言し、これらの報告によってヨーロッパ人に伝わるパタゴニアの巨人伝説は終わりを告げるのであった。

## パタゴンたちのその後

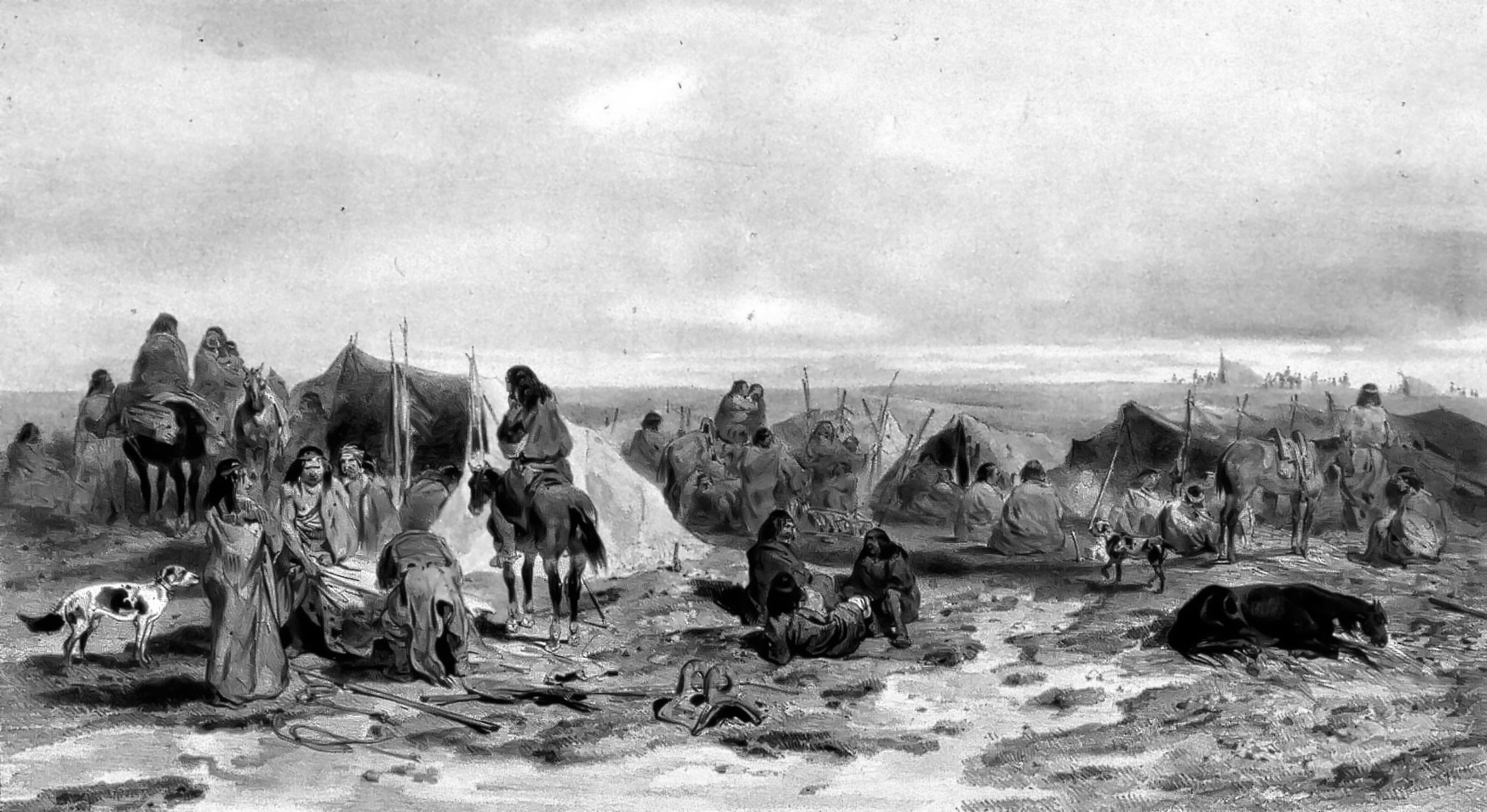
1840年代にフランスのデュモンデュルビルの船隊がパタゴニアを訪れたときに描かれたイラスト。パタゴンの風景

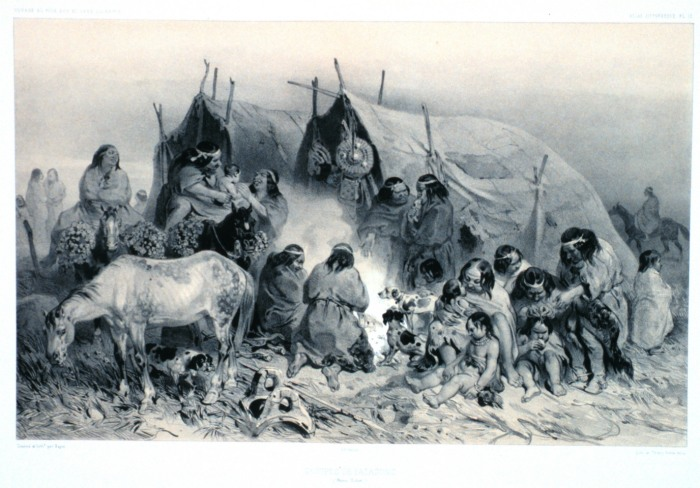
1842年　同じくフランスのデュモンデュルビルの船隊がパタゴニアを訪れたときに描かれたイラスト。パタゴンの風景

16-18世紀、ヨーロッパで巨人と思われていたパタゴンおそらくは実在のテウェルチェ族は文字を持たず定住もしない民族であったため、どの程度の勢力であったのかはよくはわかっていない。ただし、16世紀ネグロ川以南はほぼテウェルチェ族の支配地で1万人程度であったのではないかと推定されている。
パタゴニア以外のインカ帝国など南米各地の人々は16世紀中にはヨーロッパ人の激しい簒奪に遭い殺され、その支配下におかれ衰弱していったが、辺境で農業に向かないパタゴニアにヨーロッパ人が進出してくるのは少し先であった。18世紀半ばスペインへの対抗勢力であるチリのマプチェ族（アラウカノ族）がパタゴニアに勢力を伸ばし、テウェルチェ族はその文化にも影響を受け（アラウカノ化）ていき（テウェルチェの名自体がマプチェ語に由来するものである）勢力も衰えていった。さらにヨーロッパ人が大陸から持ち込んだ天然痘やチフス、麻疹などの伝染病はインカをはじめ免疫を持たなかった南アメリカの諸民族を甚だしく減少させたが、ヨーロッパ人の持ち込んだ伝染病に免疫を持たなかった点はテウェルチェ族についても同様であり疾病で人数を減らしている。
気候の厳しいパタゴニアへのヨーロッパ人の入植は遅かったが19世紀1865年に最初のパタゴニアへのヨーロッパ人入植が始まり、さらに1879年フリオ・ロカ将軍によるインディオ討伐戦が開始されて、伝染病から逃れて生き延びた少数のテウェルチェ族たちは次々殺され追い詰められていき、1885年最後のテウェルチェ族長が降伏しテウェルチェ族は自立した民族としては壊滅した。日本の2倍強にあたる広大な面積のパタゴニアに現在のテウェルチェ族は200人程度とされている。